# Love Generation
«Love Generation» es una canción del Dj y productor francés Bob Sinclar. Cuenta con la voz del cantante jamaiquino Gary "Nesta" Pine, integrante de la banda de reggae The Wailers fundada por Bob Marley. El sencillo fue lanzado en septiembre de 2005 a través de discográfica de música house Defected Records.
Esta canción es la primera pista del cuarto álbum de Sinclar, Western Dream. Fue un éxito masivo en Europa, y en Oceanía en países como Australia y Nueva Zelanda. En Alemania se mantuvo en el Top 10 durante varias semanas completando un total de 45 semanas dentro de la lista. En el Reino Unido, tuvo un éxito más modesto alcanzando el puesto 12.

## Video musical
El video fue dirigido por Denis Thybaud de la productora Cosa France. Está inspirado en el vídeo musical de «Sweet Lullaby» de Deep Forest. Ambos videos tienen la similitud de mostrar a niños andando en bicicleta por diferentes lugares, relacionándose con la gente y la cultura local.
Es protagonizado por el actor canadiense David Beaudoin personificando a Sinclar de niño quien viaja en bicicleta alrededor de varios lugares de los Estados Unidos, incluidas la ciudad de Nueva York, Los Ángeles y San Francisco.
Debido a que la canción fue promocionada para la Copa Mundial de Fútbol de 2006, las mascotas Goleo VI y el animado Pille hacen su aparición en la versión 2006 del video musical .

## Formatos y remezclas
| CD sencillo |                                                      |          |  |
| N.º         | Título                                               | Duración |  |
| 1.          | «Love Generation» (Radio Edit)                       | 3:27     |  |
| 2.          | «Love Generation» (Club Mix)                         | 8:42     |  |
| 3.          | «Love Generation» (Antoine Clamaran Mix)             | 9:21     |  |
| 4.          | «Love Generation» (Full Intention Mix)               | 7:16     |  |
| 5.          | «Love Generation» (Full Intention Dub)               | 5:32     |  |
| 6.          | «Love Generation» (Ron Carroll Black Church Feeling) | 8:46     |  |
| 7.          | «Love Generation» (Kenny Dope Gutta Remix)           | 6:52     |  |

| Australia y Nueva Zelanda |                                           |          |  |
| N.º                       | Título                                    | Duración |  |
| 1.                        | «Love Generation» (Radio Edit)            | 3:27     |  |
| 2.                        | «Love Generation» (Extended Club Version) |          |  |

## Posicionamiento en listas y certificaciones
La canción llegó al puesto uno en países como Alemania, Australia, Austria, Hungría y Bélgica y llegó al Top 15 en varios países como Dinamarca, Finlandia, Francia, Italia, Países Bajos, Nueva Zelanda, Noruega, España, Suecia y Suiza.
| País (2005-06)                          | Mejor posición |
| --------------------------------------- | -------------- |
| Alemania (Media Control AG)             | 1              |
| Australia (ARIA)                        | 1              |
| Austria (Ö3 Austria Top 40)             | 1              |
| Bélgica (Flandes) (Ultratop 50)         | 1              |
| Bélgica (Valonia) (Ultratop 50)         | 2              |
| CEI (Tophit)                            | 8              |
| República Checa (Radio Top 100)         | 1              |
| Dinamarca (Tracklisten)                 | 3              |
| Escocia (Scottish Singles Sales Chart)  | 9              |
| España (Top 100 Canciones)              | 6              |
| Estados Unidos (Hot Dance Club Songs)   | 1              |
| Estados Unidos (Dance/Mix Show Airplay) | 11             |
| Eurochart Hot 100                       | 2              |
| Finlandia (OFC)                         | 13             |
| Francia (SNEP)                          | 3              |
| Grecia (IFPI)                           | 10             |
| Hungría (Rádiós Top 40)                 | 2              |
| Irlanda (IRMA)                          | 14             |
| Italia (FIMI)                           | 9              |
| Noruega (VG-lista)                      | 13             |
| Nueva Zelanda (Recorded Music NZ)       | 2              |
| Países Bajos (Dutch Top 40)             | 2              |
| Reino Unido (UK Singles Chart)          | 12             |
| Rumania (Romanian Top 100)              | 11             |
| Rusia (Tophit Airplay)                  | 5              |
| Suecia (Sverigetopplistan)              | 2              |
| Suiza (Schweizer Hitparade)             | 2              |

| Región       | Lista (2005)            | Mejor posición | Ref.   |
| ------------ | ----------------------- | -------------- | ------ |
| Bélgica      | Ultratip flamenca       | 5              | [ 32 ] |
| Bélgica      | Ultratip valona         | 17             | [ 33 ] |
| Europa       | Eurochart Hot 100       | 50             | [ 34 ] |
| Italia       | FIMI                    | 46             | [ 35 ] |
| Países Bajos | Nederlandse Top 40      | 20             | [ 36 ] |
| Reino Unido  | Official Charts Company | 104            | [ 37 ] |
| Rusia        | TopHit                  | 67             | [ 38 ] |

| Región         | Lista (2006)               | Mejor posición | Ref.   |
| -------------- | -------------------------- | -------------- | ------ |
| Alemania       | Offizielle Deutsche Charts | 1              | [ 39 ] |
| Australia      | ARIA Singles Chart         | 12             | [ 40 ] |
| Austria        | Ö3 Austria Top 40          | 2              | [ 41 ] |
| Bélgica        | Ultratip flamenca          | 40             | [ 42 ] |
| Bélgica        | Ultratip valona            | 92             | [ 43 ] |
| CEI            | TopHit                     | 79             | [ 44 ] |
| Estados Unidos | Dance Club Songs           | 13             | [ 45 ] |
| Europa         | Eurochart Hot 100          | 6              | [ 46 ] |
| Hungría        | Rádiós Top 40              | 3              | [ 47 ] |
| Nueva Zelanda  | Recorded Music NZ          | 12             | [ 48 ] |
| Países Bajos   | Nederlandse Top 40         | 56             | [ 49 ] |
| Suecia         | Sverigetopplistan          | 46             | [ 50 ] |
| Suiza          | Schweizer Hitparade        | 3              | [ 51 ] |

| País     | Lista (2000-2009)    | Mejor posición | Ref.   |
| -------- | -------------------- | -------------- | ------ |
| Alemania | German Singles Chart | 6              | [ 52 ] |

### Certificaciones
| País          | Organismo certificador | Certificación    | Ventas  | Ref.   |
| ------------- | ---------------------- | ---------------- | ------- | ------ |
| Australia     | ARIA                   | Disco de Platino | 70 000  | [ 53 ] |
| Austria       | IFPI Austria           | Disco de Oro     | 15 000  | [ 54 ] |
| Bélgica       | BEA                    | Disco de Platino | 50 000  | [ 55 ] |
| Dinamarca     | IFPI Dinamarca         | Disco de Platino | 8 000   | [ 56 ] |
| España        | PROMUSICAE             | Disco de Oro     | 30 000  | [ 57 ] |
| Francia       | SNEP                   | Disco de Oro     | 75 000  | [ 58 ] |
| Italia        | FIMI                   | Disco de Oro     | 35 000  | [ 59 ] |
| Nueva Zelanda | RMNZ                   | Disco de Platino | 30 000  | [ 60 ] |
| Reino Unido   | BPI                    | Disco de Plata   | 200 000 | [ 61 ] |
| Suecia        | GLF                    | Disco de Oro     | 20 000  | [ 62 ] |
| Suiza         | IFPI Suiza             | Disco de Oro     | 20 000  | [ 63 ] |

#### Sucesión en listas
| Anterior: «Perfect Love» de Simply Red                                                                             | Hot Dance Club Play — Sencillo Nro 1 14 de enero de 2006 — 21 de enero de 2006                                                                                        | Siguiente: «Don't Forget About Us» de Mariah Carey                                                                                                  |
| Anterior: «Big City Life» de Mattafix                                                                              | Ö3 Austria Top 40 — Sencillo Nro 1 3 de febrero de 2006 — 23 de marzo de 2006                                                                                         | Siguiente: «Rette mich» de Tokio Hotel |
| Anterior: «Run It!» de Chris Brown con Juelz Santana                                                               | ARIA Singles Chart — Sencillo Nro 1 19 de febrero de 2006 — 5 de marzo de 2006                                                                                        | Siguiente: «Flaunt It» de TV Rock con Seany B |
| Anterior: «I Belong to You (Il Ritmo Della Passione)» de Eros Ramazzotti con Anastacia «Rette mich» de Tokio Hotel | Media Control Charts — Sencillo Nro 1 17 de febrero de 2006 — 23 de febrero de 2006 3 de marzo de 2006 — 23 de marzo de 2006 31 de marzo de 2006 — 6 de abril de 2006 | Siguiente: «I Belong to You (Il Ritmo Della Passione)» de Eros Ramazzotti con Anastacia «Rette mich» de Tokio Hotel «I Still Burn» de Tobias Regner |